# スマイルスタジアムNST
『スマイルスタジアムNST』（スマイルスタジアム エヌエスティー、略称：スマスタ）は、2001年10月6日からNST新潟総合テレビ で生放送されている新潟ローカルの情報番組。

## 概要
「もっと、みんなとスマイル」をテーマに、グルメ・旅行・ファッション情報 などを紹介している。一時期は1週間の県内ニュースを振り返るコーナーもあったが、その後はこれに代わってエンターテインメント・スポーツ・エコロジー情報などを取り上げている。番組開始当初のテーマは「スマスタコミュニケーション」、2016年の番組15周年を迎えてのテーマは「家族を笑顔に」、2017年12月からのテーマは「笑顔をツナグ」であった。
2002年4月、同社のCI導入に伴って旧ロゴで表記していたNSTロゴを新ロゴに変更した。
2020年4月4日放送分から、画面左上に天気予報テロップ（天気ループ）を表示するようになった。同年7月9日からは、FM-NIIGATAで番組初のラジオ版『NSTスマイルスタジアム ON RADIO』を3か月の期間限定で、毎週木曜夜7時から放送されていた。
2021年1月16日放送分で放送回数1000回、同年10月には放送開始20周年を迎えた。2024年12月7日のオープニングで放送1,200回が発表された。
視聴率は県内自社制作番組の中で2014年度から10年連続で1位を獲得。また2021年度以降3年連続歴代最高視聴率を更新し続けている。

## 番組テーマ曲
オープニングテーマは、番組開始から長年にわたって洋楽を使用していたが、2009年から新潟市にある「国際音楽エンタテイメント専門学校」出身の近藤直樹（Vo）・濱辺広嗣（Vo/key）による男性デュオ・3kn（3ノット）が手掛けた「素直になれ」（後に4人組バンドFrog in the house（フロッグ・イン・ザ・ハウス）のヴォーカル担当で、同校に通う山下ちあきのバージョンに変更）が使用されてきたが、放送開始10周年を機に、2011年8月～2015年3月までは、長岡市出身のアーティスト・スネオヘアーの「笑顔の数」（7thアルバム『スネオヘアー』に収録）が使用された。
2015年4月からは番組を大幅刷新。テーマソングは、Best Partnerの「スペシャルスマイル」に変更したが、2017年8月5日の放送からはテーマソングがHYが番組のために書き下ろした新曲「HAPPY SHOWER」（13thアルバム『RAINBOW』に収録）に変更された。（楽曲タイトルは当時のレギュラーメンバーである中田・飛田・堀井・井上が案を出し、HYが井上の案を選んだ。）
2021年10月の放送開始20周年を機に、再びHYが番組のために書き下ろした楽曲が新テーマソングとなった。楽曲タイトルは中田・飛田・真保が案を出し、Twitterの投票機能で視聴者投票を行った結果、飛田が命名した「きみが笑顔であるように」に決定した。

## 出演者

### メインキャスト
中田以外はNSTアナウンサーである。
- 中田エミリー（元NSTアナウンサー、2003年10月4日 - 2008年3月29日/2010年4月3日 - ）- 2008年4月から2010年3月までは『NSTスーパーニュース』キャスターを担当していたため、当番組を一旦卒業。フリーアナウンサーとなった2010年4月3日から再登板。2019年11月23日の放送から産休入りし、2020年4月4日に復帰。
- 飛田厚史（2010年10月2日 - ）
- 高濱優生乃（2025年1月11日 - ）

### スマスタファミリー（スタジオゲスト）
- 山脇充（2019年4月6日 - ）よしもと新潟住みます芸人。中継リポーター。2020年10月以降は不定期でスタジオゲストとしても出演するようになった。2024年10月26日よりグルットコーナーも担当。

- 出塚彩（にいがた製菓・調理師専門学校えぷろん校長）

- タイムマシーン3号（お笑い芸人）

- 村山瑛子（料理研究家、燕市PR大使）

- 三上真史（園芸デザイナー、俳優、タレント、2018年3月 - ）、ふるさと納税ジャー担当

- 豊島心桜（女優・タレント・グラビアアイドル、五泉市出身、2019年9月7日 - ）2024年2月17日からレギュラーコーナー「豊島心桜のにゃんだふる」を担当。2024年11月8日「スマイルこれダネッ!」のレポーターも担当[3]。

- 田辺美月（元SKE48 9期生、新発田市出身、2024年4月20日 - ）2024年10月12日から初コーナー「田辺のパン」を担当。

- 西村元貴（俳優、加茂市出身、2024年4月20日 - ）「西村元貴のアポなし観光」 - 2024年6月1日放送分からレギュラー化により担当。

- 黒田光輝（少年忍者メンバー、埼玉県出身）「黒田くんとわんちゃん」- 2024年6月15日番組内で発表、初回放送8月3日

ほか

### 過去のレギュラー

#### NSTアナウンサー
- 柳華織（2001年10月6日 - 2002年） - 初代MCを務めた[4]
- 大坪幸代
- 北村史子
- 木竜亜希子
- 鈴木秀喜（2003年 - 2010年3月27日） - 現在当番組のゼネラルプロデューサーを務める
- 村山千代（2004年 - 2010年3月27日） - 『NSTスーパーニュース』フィールドキャスター就任のため降板
- 堀恭子（2009年4月 - 2010年3月27日）
- 廣川明美（2006年8月5日 - 2011年10月15日）
- 市野瀬瞳（2007年10月6日 - 2012年3月31日） - 2021年1月15日の「1000回前夜祭SP」で9年ぶりにロケVTRに出演
- 水谷悠莉（2013年10月5日 - 2015年3月28日） - 『NSTみんなのニュース』キャスター就任のため降板
- 横内美紗（2011年10月22日 - 2016年12月24日） - 翌週12月31日の放送にもフリーアナウンサーとして中継出演
- 杉山萌奈（スタジオレギュラー（隔週）：2015年8月8日 - 2016年3月26日）
- 堀井七絵（VTR不定期：2015年7月18日 - 2016年3月26日 スタジオレギュラー：2016年4月2日 - 2018年3月31日）
- 井上綾夏（2017年7月1日 - 2020年3月28日）
- 長谷川珠子（2021年10月2日 - 2022年3月19日） - 『八千代コースター』へ異動
- 松尾和泉（2018年 - ）「サタデースクープ」リポーター（VTR出演）。2020年3月7日-5月16日まではニュースコーナーキャスターとしても出演。「NST Live News イット!」（土曜日の県内ニュースパート）と兼務。
- 真保恵理（2015年8月8日 - 2016年3月26日/2018年4月7日 - 2022年6月25日）初出演から当時は隔週レギュラーとして出演し、その後報道スポーツ担当を経て2018年4月7日より毎週レギュラーで再登板。2022年6月25日の放送を最後に産休に向けて休演。
- 山中麻央（2021年10月2日 - 2024年12月28日） - 寿退社により降板。

#### NSTアナウンサー以外でのナビゲーター
- マルコ・トゥルカーティー（イタリアンワインバー経営、2010年4月3日 - 同年9月25日）
- 清水祥太（2017年7月1日 - 2018年9月29日 気象予報士『NSTみんなのニュース』→『NSTプライムニュース』と兼務）

## コーナー
リニューアルを何度も行っているため、ここでは2025年1月現在のコーナーを記載する。コーナーは不定期。
とれたて!えいっとレシピ～くらしに笑顔を、食卓に新潟の恵みを～
県内の食材を求めて旅をし、料理研究家の村山瑛子先生が調理する企画。2019年度からはJAグループ新潟とタイアップの元、食材を作っているJAの生産者を伺う内容にリニューアル。
グルット
おすすめの料理店を料理人や店主からリレー形式で紹介してもらうグルメ企画。
ココうま
『グルット』とは違い、スマスタおすすめのグルメを紹介する企画。
ほろ酔い One Dish
お酒に合う居酒屋のオリジナル料理を紹介し、実食するコーナー。
ハッピー・クッキング
子供向けの料理を紹介するコーナーで飛田アナがアシスタントを担当する。
炎の料理マスターへの道
旬な食材で手軽に作れる料理を紹介するコーナー。
スマスタ・クリニック
県内で調剤薬局を展開する、しなの薬局グループとのタイアップにより健康、薬に関するタメになる情報を紹介するコーナーで飛田アナが担当する。
中継 山脇充のいかがで書
よしもと住みます芸人の山脇が県内各地から毎週中継でリポート。コーナーの終わりには山脇の特技である達筆で締めることになっている。
スマイル競馬
主に新潟で競馬が開催される時やG1シーズンに競馬の魅力を紹介するコーナーで飛田アナがコーナー進行を担当する。また競走馬命名プロジェクトという企画をこれまで4回行っており、競走馬の馬名を当番組で募集し命名している。
プロジェクトIIで命名されたスマイルジャックが重賞レースを勝つなどの活躍を果たしている。またプロジェクトIIIをきっかけにハシッテホシーノが命名された（タレントのほしのあきが命名）。また、NSTアナである廣川はこのプロジェクトに「ヒッショースマイル」という馬名で一般応募し（この際、廣川はペンネーム「ヒッショーアケミ」で応募した）、2010年の同プロジェクトの中の一頭の馬の名に採用された。なお、飛田、廣川の2人は競馬中継『NSTみんなのKEIBA』にも関わっており、NSTではこの番組を中心に競馬班がスマイルジャック等、同番組で命名された競走馬の動向を追跡している。
三上真史のふるさと納税ジャー
県内の魅力的なふるさと納税返礼品を巡るコーナー。またこのロケがきっかけで三上の園芸知識を生かした観光施設のリューアルプロデュースにも繋がった。
豊島心桜のにゃんだふる
豊島が「猫」をテーマに県内の猫にちなんだグッズ、スィーツ、グルメスポットを探訪するコーナー。
| 回    | 放送日                   | 訪問地                   |
| ----- | ------------------------ | ------------------------ |
| 第1弾 | 2024年2月17日            | 新潟市江南区、中央区     |
| 第2弾 | 2024年4月13日            | 五泉市                   |
| 第3弾 | 2024年5月11日            | 田上町、新潟市中央区     |
| 第4弾 | 2024年7月6日             | 新潟市西区、秋葉区、東区 |
| 第5弾 | 2024年8月17日            | 燕市、新潟市西蒲区       |
| 第6弾 | 2024年10月5日            | 関川村、胎内市           |
| 第7弾 | 2024年11月30日           | 村上市                   |
| 第8弾 | 2025年2月1日（放送予定） | 中央区                   |

西村元貴のアポなし観光
西村が県内を突撃アポなしで巡る街ぶらコーナー。
| 回    | 放送日         | 訪問地                                                          |
| ----- | -------------- | --------------------------------------------------------------- |
| 第1回 | 2024年5月4日   | 加茂市                                                          |
| 第2回 | 6月1日         | 三条市 コーナー冒頭で山中アナからレギュラー化決定が発表された。 |
| 第3回 | 2024年5月11日  | 新発田市                                                        |
| 第4回 | 2024年11月2日  | 秋葉区 山中アナ休み、単独ロケ回                                 |
| 第5回 | 2025年（未定） |                                                                 |

黒田くんとわんちゃん
黒田がミリオンペットの看板犬とともに県内を街ぶらする企画。旬のエリアが決められるようだが立ち寄り先については犬の気分次第となっている。グルメについては「今回のワンチャンス」により食べる事が決まる。
| 回    | 放送日             | 訪問地       |
| ----- | ------------------ | ------------ |
| 第1回 | 2024年8月3日       | 長岡市       |
| 第2回 | 2024年9月14日      | 新潟市中央区 |
| 第3回 | 2024年12月14日     | 阿賀野市     |
| 第4回 | 2025年（放送予定） | 西蒲区       |

親子ドライブ
大人になってきづいた感謝、親への思いを伝えるドライブ企画。
| 回    | 放送日         | 訪問地                 |
| ----- | -------------- | ---------------------- |
| 第1回 | 2024年10月5日  | 長野県上高井戸郡高山村 |
| 第2回 | 2024年11月16日 | 山形県上杉神社         |
| 第3回 | 2024年12月7日  | 長野県北佐久郡軽井沢町 |
| 第4回 | 2025年（未定） |                        |

田辺美月 田辺のパン
毎回テーマを設け田辺が新潟のおいしいパンをリポートするコーナー。
| 回    | 放送日         | 訪問地                     |
| ----- | -------------- | -------------------------- |
| 第1回 | 2024年10月12日 | 新潟市西区、中央区、西蒲区 |
| 第2回 | （未定）       |                            |

干支ラーメン企画
新年恒例の干支にちなんだラーメンを探す企画。
2025年は西村元貴がロケを担当した。
ぶらぶらタイムマシーン
タイムマシーン3号と中田が県内を探訪する企画。
新潟すてき発見
飛田アナが未だ見ぬ”すてき”を求め県内各地を巡るコーナー。
山脇充の激辛チャレンジ
山脇が県内の激辛メニューが食べられる店を紹介し、激辛料理の食リポを届ける。
山脇充のスマイル工場見学
新潟のモノづくり工場を紹介する。
小柳亮太の大食いチャレンジ
2025年1月18日スタートの新コーナーで角界で豊山として活躍した元力士・小柳亮太が大食いにチャレンジするコーナー。飛田アナが実況を担当する。
| 回    | 放送日        | 品目     | 記録 | 訪問地       |
| ----- | ------------- | -------- | ---- | ------------ |
| 第1回 | 2025年1月18日 | 回転寿司 | 34皿 | 新潟市中央区 |
| 第2回 | （未定）      |          |      |              |

ほか

### 過去のコーナー
デリシャスマイル
グルメコーナー。毎週テーマを設定して番組のサポーター（スマスタサポーターズ）や番組からのお薦め店舗を紹介する。不定期に地元の雑誌とのコラボレーション企画あり。原則毎週放送。
Smile meets…!?
下記「てくてく話をしよう。」の旧名。
キッチンスタジアム
料理コーナー。月1回ペースの放送。
エンタイムリー
公開中、または公開間近の話題になっている映画を紹介する。隔週放送。
マジカル・クッキング・ザ・ワールド
外国の料理（主にお菓子）作りにチャレンジするコーナー。月1回ペースの放送。
てくてく話をしよう。
さまざまな出会いを求め、県内外を探訪する企画。のちに2017年のリニューアルでこのコーナーが別々のコーナーとして分散される。
スマ日和
さまざまな出会いを求め、県内外を探訪する企画。
新潟タイムズ
上記『サタデースクープ』の旧名。タウン情報誌がコンセプト。
スマ押し!
県内のエンタメ情報を紹介。
清水祥太の見上げましょーた
気象予報士の清水が明日および週間天気を伝えるとともに県内の様々な場所から中継でレポートする。
Weekend Dish
手軽に作れる料理の調理法を紹介し、実食するコーナー。
報道スタジオからニュース
エンディングパートでNST報道スタジオから松尾が県内ニュースを1項目伝える。テロップは「NSTこんやのニュース」の仕様となっている。
新潟温泉Jr.
IMPACTors（ジャニーズJr.）の影山拓也が県内の温泉を巡る。
サタデースクープ
県内外の旬な情報を伝えるコーナー。
謎解きちょい散歩
新潟謎解きクリエイター集団 「Try-aNgLe」制作の上質な謎を解きながら県内を探訪する企画。
レッツ!走りんぼ
自転車で県内を探訪する企画。
本日の神
不定期。ジャンルを問わず達人がスタジオで芸を披露するコーナー。
すごいぞ!新潟の工場
新潟の工場のものづくり工程を紹介する。
SUPER EIGHT企画
2024年8月23 - 25日に朱鷺メッセで開催された「超アリーナツアー2024 SUPER EIGHT 新潟公演」にて東京学館新潟高等学校吹奏楽部とのコラボ企画。
ほか

## スタジオセット
初代セットから3代目までは新発田のデザイン事務所「SOD design」が制作。4代目からは系列局の子会社であるフジアールが制作した。
| 代    | 使用期間                       | 特徴 |
| ----- | ------------------------------ | --- |
| 初代  | 2001年10月6日 - 2004年10月16日 | レトロ感のあるスタジオで一時期は並びにマイナーチェンジもあった。 この代からある柱のセットは2010年のリニューアルの際に塗装し直しながら現在も使われている。 （スタッフの間では「神殿のセット」と呼ばれている。） |
| 2代目 | 2004年10月23日 - 2010年3月27日 | NST社屋移転に伴いリニューアル。 棚には様々な雑貨や番宣等の小物が飾ってあった。 またドラマやバラエティの番宣、イベント絡みのポスターも掲示されていた。 2006年4月1日にデジタル放送本格スタートに伴いテーブル等、2009年4月4日にセットの色をマイナーチェンジ。                                                              |
| 3代目 | 2010年4月3日 - 2015年3月28日   | テーマは「森の中のスマスタバンド」。 音楽をモチーフにし、セットや置いてある小物一つ一つが楽器になっている。 （ハープ、ウクレレ、マラカス、ピアノ、コンガ など） また、一部先代セットから再利用されているものもある。 |
| 4代目 | 2015年4月4日 -                 | 2025年1月現在、歴代で長く使用されているセットである。 テーマは「笑顔の森」。 セットの至る所に笑顔や番組ロゴの5色（ピンク、オレンジ、スカイブルー、パープル、ライトグリーン）、 花の模様が散りばめられている。 2015年10月3日 - 2016年10月1日の期間は15年目突入にあたり、15周年記念ロゴデザインの横断幕が掲げられていた。 |

## 放送時間
- 土曜日 18:00 - 18:55（JST）
  - 本来、土曜日18時台前半（18:00 - 18:30）は、一部のフジテレビ系列局を除き『ミュージックフェア』の放送時間であるが、NSTがスポンサーからの推薦・承認が与えられないことにより、『ミュージックフェア』が全国の政令指定都市を擁する道府県としては珍しくネットすることができないため、必然的にローカル番組などで穴埋めせざるを得ない状態にある。かつて、新潟県内でも新潟総合テレビが開局した1968年12月から1973年3月までの間、『ミュージックフェア』が放送されていた経緯があったが、1973年4月以降にテレビ朝日（当時のNETテレビ）の時代劇の同時ネットによって打ち切られた。ちなみに、『ミュージックフェア』自体は、富山テレビ、さくらんぼテレビ、フジテレビのいずれかの放送局でもネットされているので、富山テレビ、さくらんぼテレビ、フジテレビのいずれかを受信できていれば、新潟県内でも視聴可能[注釈 3] である。
  - プロ野球日本シリーズなどのスポーツ中継が18時台に編成される場合には、15:00 - 15:54への繰り上げ放送となる（2009年11月7日、2010年11月6日が該当）。また2012年8月4日はロンドンオリンピック陸上予選中継の為、17:00 - 17:25への繰り上げ・短縮放送となった。
  - 原則土曜日が正月3が日にあたる場合には、特別版として時間を繰り上げて放送する。
  - フジテレビが18:30に特別番組を放送する場合には、18:24（初期は18:30）に終了するが、2013年4月20日放送の『めちゃ2イケてるッ! 矢部が結婚しちゃったので今週もスペシャル』はフジテレビなど一部地域の局は18:30から放送したが、NSTなどの系列局は19:00からの放送となった。